# Swartzia mangabalensis
Swartzia mangabalensis är en ärtväxtart som beskrevs av John Macqueen Cowan. Swartzia mangabalensis ingår i släktet Swartzia och familjen ärtväxter. Inga underarter finns listade i Catalogue of Life.